# Клеопатра (кратер)

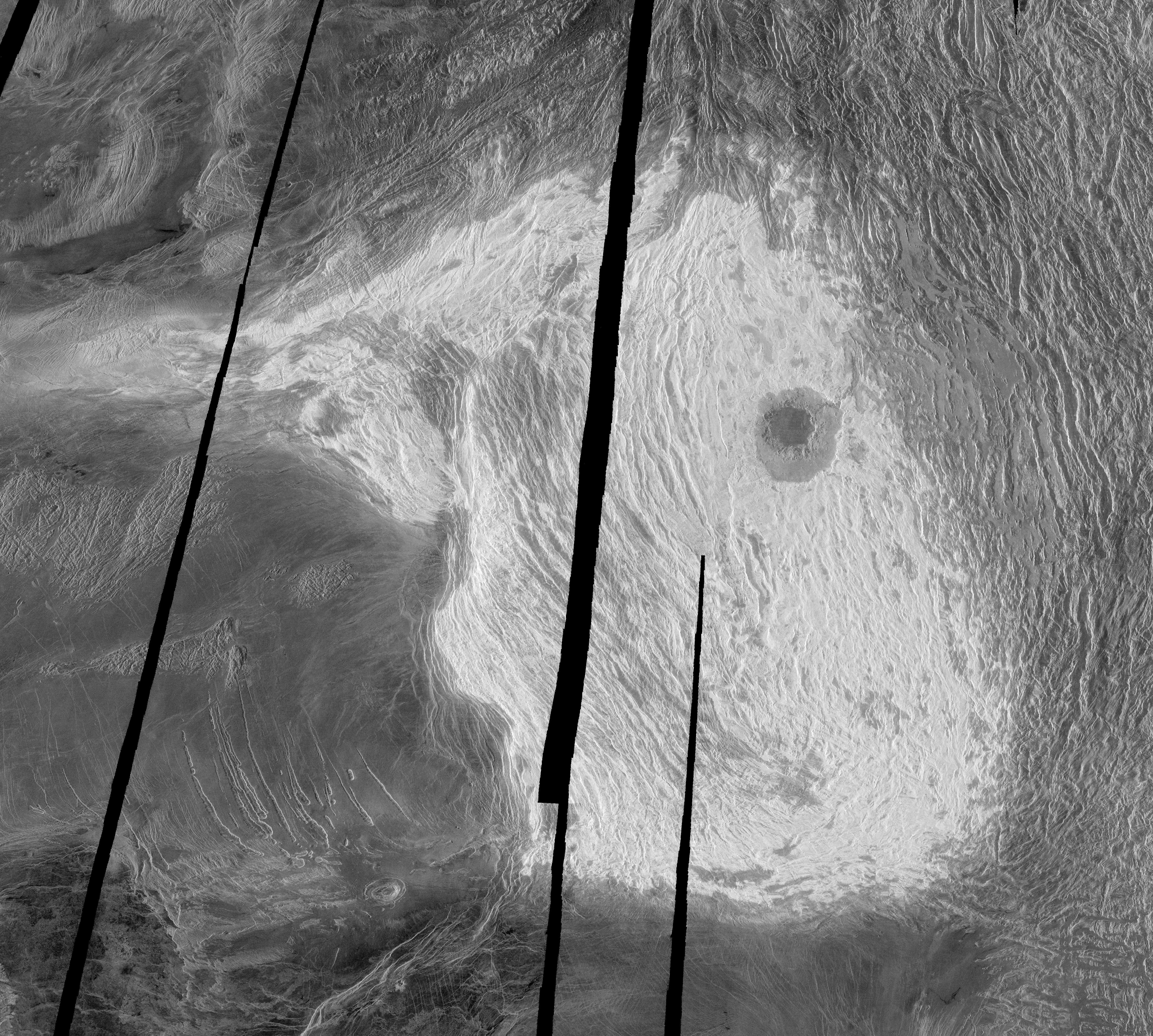
Світла область — гори Максвелла; Клеопатру видно праворуч угорі. Чорні смужки — невідзняті місця. Радарний знімок «Магеллана»

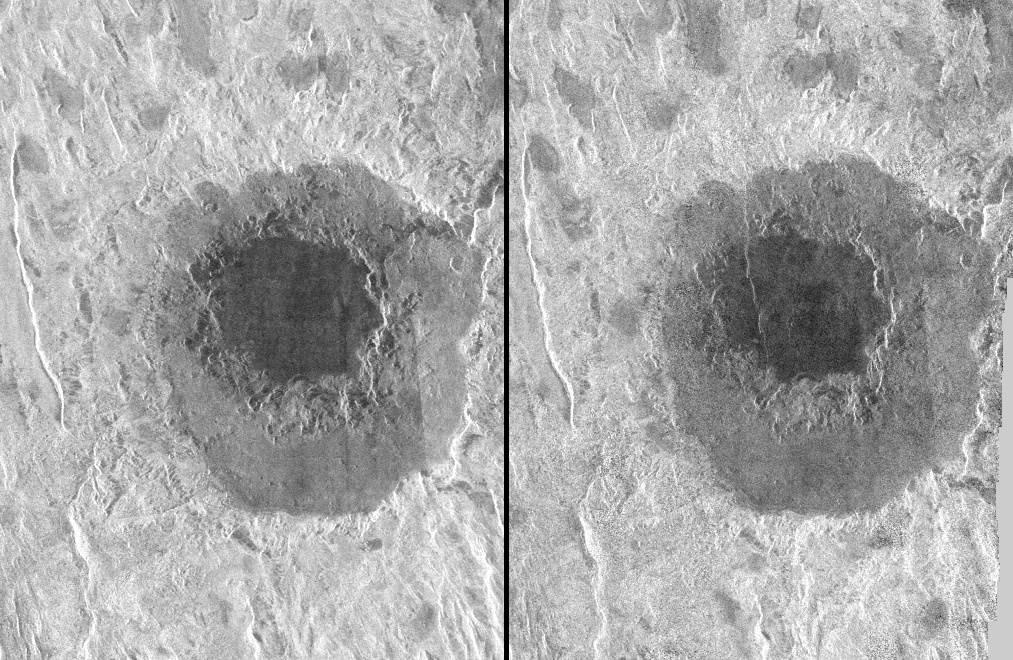
Перехресна стереопара. Розмір кадру — 140×180 км

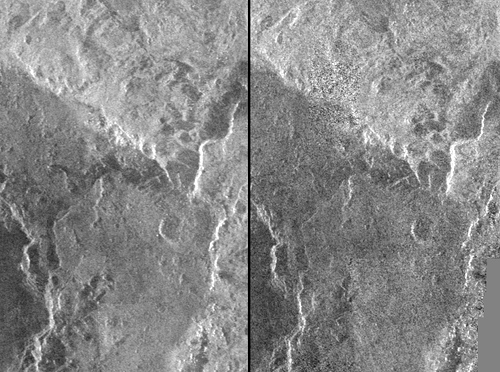
Північно-східна частина кратера. Видно початок долини Анукет. Перехресна стереопара. Розмір кадру — 85×125 км

Клеопа́тра (лат. Cleopatra) — один з найбільших ударних кратерів Венери. Знаходиться в горах Максвелла; координати центру — 65°48′ пн. ш. 7°06′ сх. д. / 65.8° пн. ш. 7.1° сх. д. Носить ім'я єгипетської цариці Клеопатри VII.
Будова цього кратера досить незвичайна: у западині діаметром близько 100 км є вдвічі менше заглиблення, з якого за межі кратера виходить звивистий каньйон шириною кілька кілометрів. Цим каньйоном з Клеопатри колись витекло біля 3000 км3 лави, потоки якої простягнулися на сотні кілометрів і залили багато долин загальною площею більше самого кратера. Вочевидь, це й стало причиною його надзвичайно великої глибини, що більш ніж удвічі перевищує звичайну глибину венеріанських кратерів такого діаметра.

## Дослідження та найменування
Перші зображення, де видно цей кратер, було отримано радіотелескопом обсерваторії Аресібо під час нижніх сполучень Венери 1975 та 1977 років. Незабаром почав роботу зонд «Піонер-Венера-1» — перший космічний апарат, що здійснював радіолокацію Венери з орбіти. Він надав альтиметричні дані про кратер. Більш детальні дані отримали апарати «Венера-15» та «Венера-16» у 1983–1984 роках. «Магеллан», який досліджував Венеру в 1990–1994 роках, отримав зображення цієї місцевості з роздільною здатністю 120 м — найкращі станом на 2014 рік.
Кратер названо на честь єгипетської цариці Клеопатри. Спочатку він отримав ім'я «патера Клеопатри» (лат. Cleopatra Patera), але потім був перейменований у кратер Клеопатра (Cleopatra). Цю назву було затверджено Міжнародним астрономічним союзом у 1992 році.

## Опис
Клеопатра знаходиться на східному схилі гір Максвелла на висоті 6,8 км. Це робить її найвищим великим кратером планети (ще вище лежить тільки маленький кратер Hamuda). Висота краю кратера зменшується з заходу на схід відповідно до похилу місцевості. Паралельні хребти, що складають гірську систему, в околицях кратера простежуються слабко: ймовірно, при його утворенні вони були засипані викидами. Товщина шару цих викидів, ймовірно, сягає сотень метрів і, таким чином, порівнянна з глибиною долин, що розділяють хребти. Викиди оточують кратер неправильним кільцем: на півночі та півдні вони простежуються приблизно до 210 км від центру, а на заході та сході — до 130 км. У порівнянні з іншими венеріанськими кратерами їх у Клеопатри небагато. Характерного темного гало з викидів у неї немає взагалі.
Діаметр зовнішньої западини — близько 100 км (за різними оцінками, 95, 105 або 108), а внутрішньої — 45–55 км. Вони розділені горбкуватим валом. Глибина зовнішньої западини — 1,5 км, а внутрішньої — ще на кілометр більше. Таким чином, максимальна глибина кратера — близько 2,5 км (за різними оцінками, 2,4 — 2,6 км) або 2,5 % від діаметра. Це надзвичайно багато — на 1,5 км більше, ніж у звичайних венеріанських ударних кратерів такого діаметра.
На радарних знімках кратер виділяється темним забарвленням, причому внутрішня западина темніша від зовнішньої. Мабуть, це пояснюється тим, що її дно дуже рівне на масштабі порядку довжини хвилі радара (якщо радарний промінь спрямований не перпендикулярно поверхні, рівна поверхня відбиває в бік приймача відносно мало енергії). На знімках видно, що у внутрішній западині набагато менше і великомасштабних нерівностей. Зовнішня темна область заповнює зовнішню западину не цілком: на північному заході Клеопатри (де висота її дна максимальна) вона не досягає краю кратера, і її межа тут проходить всього в 15 км від кордону внутрішньої темної області. У південній частині кратера ця відстань досягає 35 км.
З внутрішньої западини виходить звивистий каньйон шириною кілька кілометрів, який тягнеться на північний схід — у бік тессери Фортуни. Він отримав назву «долина Анукет» (лат. Anuket Vallis) на честь давньоєгипетської богині Нілу. Пройшовши близько 100 кілометрів, він переходить у застиглі лавові потоки, які розгалужуються та розходяться в різні боки. Вони заповнили собою багато долин на сході гір Максвелла і на заході тессери Фортуни, а подекуди вкрили навіть гребені хребтів. Загальна площа цих потоків — 10–20 тисяч км2  (в 1,5–2 рази більше за площу кратера). Їх максимальна протяжність (з північного заходу на південний схід) — 400 км, а максимальна відстань від центру кратера — 300 км.

## Походження
Форма Клеопатри дуже своєрідна, і її походження стало ясним не одразу: планетологи сперечалися з цього питання більше 12 років. Деякі інтерпретували її як ударний кратер, а деякі — як вулканічний, причому і для того, і для іншого вона виглядає дивно. Зокрема, для ударного кратера дивним виглядає розбіжність центрів внутрішньої та зовнішньої частини, дуже велика глибина та великі лавові потоки.
Питання прояснилося лише з отриманням «Магелланом» у 1991 році детальних радарних знімків. Клеопатра все ж виявилася ударним кратером. На це вказує характерне кільце викидів та наявність подвійного валу. З'явився цей кратер, судячи з його гарної збереженості, вже після формування гір Максвелла (хоча не виключено, що на їх протилежному схилі деякі зміни відбувалися і пізніше). Кратери такого розміру виникають на Венері з середньою частотою менше 1 за 100 млн років.
Лава, що витекла колись з Клеопатри, вкриває дуже велику площу. За деякими оцінками, її занадто багато, щоб її появу можна було пояснити лише енергією астероїдного удару. Можливо, удар викликав у кратері вулканічну активність (і в такому випадку це найкращий відомий приклад вулканізму, спричиненого ударом). За іншими оцінками, для плавлення такого обсягу порід було достатньо самого удару (на Венері при падінні астероїда утворюється на чверть більше розплаву, ніж на Землі, і втричі більше, ніж на Місяці). За деякими розрахунками, температура в надрах Венери зростає з глибиною не настільки швидко, щоб такий удар міг запустити вулканічні виверження.
У будь-якому разі незвичайна глибина Клеопатри, ймовірно, пояснюється саме витіканням з неї великої кількості речовини. Цьому посприяв великий похил місцевості. Об'єм Клеопатри перевищує очікуваний приблизно на 3000 км3 — як раз стільки розплаву, за деякими оцінками, мало з'явитися при утворенні кратера її діаметра. Трохи розплаву застигло в кратері (вирівнявши його дно), але більша частина витекла назовні. Пройшовши крізь пролом у валу, він потік схилами гір Максвелла, утворив долину Анукет і залив навколишні низовини. Виходячи зі згаданого обсягу розплаву та спостережуваної площі потоків, що виходять з кратера, їх середню глибину оцінюють у 250 м.
Здатність астероїдного удару розплавити великий об'єм порід може означати, що ці породи близькі до температури плавлення і, отже, неміцні. Це ставить питання, чому складені ними високі гори досі не зруйнувалися. Можливо, справа в тому, що сили, які сформували ці гори, діють досі, і кора планети там продовжує зминатися в складки.